# زیلونه داب (استان اوپوله)
زیلونه داب (به لهستانی: Zielony Dąb) یک منطقهٔ مسکونی در لهستان است که در گمینا نامسووو واقع شده‌است.